# Liste der österreichischen Botschafter in Südkorea
Die bilateralen Beziehungen zwischen der Österreichisch-Ungarischen Monarchie und dem Königreich Korea wurden formal mit der Unterzeichnung eines Freundschafts-, Handels- und Schifffahrtsvertrages am 23. Juni 1892 aufgenommen. Dieser Vertrag sah zwar auch die Einrichtung konsularischer Vertretungsbehörden vor, es wurde aber keine Botschaft eröffnet (Korea war von der k.u.k. Gesandtschaft in Tokio aus mitakkreditiert). Das österreichische Original des Vertrages befindet sich im Haus-, Hof- und Staatsarchiv in Wien, das koreanische Originaldokument gilt als verschollen.
Nach dem Zweiten Weltkrieg wurden zwischen der Republik Österreich und der Republik Korea die diplomatischen Beziehungen formal am 18. Oktober 1963 aufgenommen. Bis 1985 war der jeweilige österreichische Missionschef in Tokio in der Republik Korea mitakkreditiert. Im Jahr 1969 wurde in Seoul ein österreichisches Honorarkonsulat errichtet, 1975 eine residente Handelsvertretung, erst 1985 wurde eine residente österreichische Botschaft in Seoul eröffnet.
Seit 2012 (beginnend mit Josef Müllner) ist der österreichische Botschafter in Seoul auch in Pjöngjang, Demokratische Volksrepublik Korea mitakkreditiert (davor Österreichische Botschaft Peking).

## Namensliste der residenten österreichischen Botschafter in Seoul
- 1985–1989	Peter Moser	(* 28. Juni 1941 in Wien)
- 1989–1993	Felix Mikl	(* 26. Juni 1941 in Klagenfurt)
- 1994–1997	Horst Mezzei (* 15. Juli 1934 in Wien)
- 1997–2001	Ewald Jäger	(* 4. Januar 1944 in Krems an der Donau)
- 2001–2005	Helmut Böck (* 14. April 1956 in Innsbruck)
- 2005–2009	Wilhelm Donko (* 16. Dezember 1960 in Linz an der Donau)
- 2009–2013	Josef Müllner (* 7. Januar 1952 in Wiener Neustadt)
- 2013–2017 Elisabeth Bertagnoli (* 16. März 1961 in Wien)
- 2017–2020 Michael Schwarzinger	(* 10. Juni 1955 in Feldkirch)
- seit 2020 Wolfgang Angerholzer	(* 22. August 1960 in Wien)[2]